# Michał Wiszniewski
Michał Wiszniewski (Lypivka, 1794 – Nizza, 1865) è stato uno storico della letteratura, filosofo e psicologo polacco.

## Biografia
Wiszniewski si laureò nel celebre liceo di Krzemieniec (scuola secondaria), dove poi insegnò per po' di tempo.
Nel 1831 diventò professore presso l'Università Jagellonica di Cracovia. Nel 1848 emigrò in Italia.
Wiszniewski era un epigone dell'illuminismo polacco e allo stesso tempo un precursore del positivismo.

## Opere
- Bacona metoda tłumaczenia natury (1834)
- Charaktery rozumów ludzkich
- O rozumie ludzkim (1848)
- Historia literatury polskiej (1840–57)